# FED–3
A FED–3 (cirill betűkkel: ФЭД–3) szovjet távmérős kisflimes fényképezőgép, amelyet 1961–1979 között gyártott a harkivi FED gépgyár. Továbbfejlesztett, fénymérős változata a FED–4.
A FED–2-n alapul, annak módosított, javított változata. Növelték a zársebesség-tartományt a kis zársebességek irányába. A FED–3-on elérhetők az 1/15, 1/8, 1/4, 1/2 és 1 s-os zársebességek is.
Összesen  2 086 825 darabot gyártottak belőle. Nyugat-Németországban a Foto-Quelle Revue 3 néven forgalmazta. 1964-től a FED–3-al párhuzamosan gyártották a FED–4-est is, amelyet már fénymérővel is elláttak.
1965-ig csavargombos filmtovábbítóval rendelkezett, 1965-től ezt felváltotta a karos filmtovábbító.  A gép külső megjelenése a gyártás során kis mértékben változott. Az élességállításra a keresőbe integrált optikai távmérő szolgált. A parallaxismérésen alapuló távmérő bázistávolsága 41 mm. A kereső +/- 2 diotriával kompenzálható. Alapobjektívje a gyártási időszaktól függően az Indusztar–26, Indusztar–61 vagy az Indusztar–61L/D voltak.